# Gremlins 2: The New Batch (videojuego)
Gremlins 2: The New Batch (también conocido como Gremlins 2: Shinshu Tanjou en Japón) es un rompecabezas de gastos generales / juego de disparos desarrollado por Sunsoft en relación con la película del mismo nombre.

## Gameplay
El jugador toma el control de Gizmo. El objetivo del juego es llegar al Centro de Control de Gremlin para acabar con todos dentro de Gremlins. Puede tener elementos tales como un arco y flecha y los partidos después de cada nivel para que te ayuden. Los riesgos incluyen arañas, los alambres electrificados, montado en el suelo los peligros, y un jefe al final de cada nivel.
- Datos: Q3116412